# Винер (хоккейный клуб, 1914)
«Винер» (нем. Wiener Eislauf-Verein) — австрийский клуб по хоккею с шайбой из Вены. Основан в 1914 году.

## История
Хоккейная команда «Винер» была основана в 1914 году как хоккейная секция спортивного клуба «Винер». В чемпионате Австрии дебютировал в 1923 году. В период с 1923 по 1931 годы - чемпион Австрии. В период аншлюса выступал в чемпионате Германии, в 1940 году завоевав титул чемпиона страны. После второй мировой войны завоевал ещё два титула австрийской лиги — 1947 и 1948 годов. Последний титул команда выиграла в 1962 году. В 1966 году команда стала выступать на новом стадионе — «Дунайпаркгалле». По результатам сезона 1983/84 «Винер» вылетел во второй дивизион, но уже в следующем году возвращается в элиту. В 1995 году клуб стал выступать на арене «Альберт Шульц Айсхалле». После сезона 1999/00 профессиональная команда была расформирована. В хоккейной секции остались молодёжные и юниорские команды, и спортивная школа. В 2000 году был создан новый клуб под тем же названием, «Винер», но в 2007 году был также расформирован.

## Достижения
- Чемпионат Австрии по хоккею:
  - Победители (14)  : 1923, 1924, 1925, 1926, 1927, 1928, 1929, 1930, 1931, 1933, 1937, 1947, 1948, 1962
- Чемпионат Германии по хоккею:
  - Победители (1)  : 1940